# Vlastimil Šubrt
Vlastimil Šubrt (14. února 1934, Hořice – 20. února 2013, Trutnov) byl český politik, ekonom a spisovatel. Jako člen ODS byl v letech 1996–2002 senátorem za obvod č. 39 – Trutnov.

## Vzdělání, profese a rodina
V roce 1953 odmaturoval na Obchodní akademii v Hořicích. V roce 1959 absolvoval Vysokou školu ekonomickou v Praze. V letech 1953–1954 pracoval jako vychovatel. Mezi lety 1959–1970 působil na Okresním národním výboru. Roku 1970 jej vyhodili kvůli protestu proti invazi vojsk Varšavské smlouvy do Československa. V období 1970–1976 vykonával pomocné dělnické profese. Mezi lety 1976–1989 zastával různé administrativní funkce (účetní, úředník). V letech 1991–1996 působil jako přednosta Okresního úřadu v Trutnově. S manželkou Radmilou vychoval syna a dceru.

## Politická kariéra
V roce 1968 vstoupil do hnutí Klub angažovaných nestraníků. Ve volbách 1996 se stal členem horní komory českého parlamentu, když v obou kolech porazil sociálního demokrata Vasila Bibena. V senátu zasedal ve Výboru pro zdravotnictví a sociální politiku. Ve volbách 2002 svůj mandát neobhajoval.

## Spisovatel
V roce 1963 debutoval novelou Nedůvěra. Roku 1964 napsal divadelní hru Hrdinům slzy nesluší, která se hrála i na zahraničních jevištích (SSSR, SRN, NDR, Polsko, Bulharsko). V 60. letech napsal další dvě dramata. V publikační činnosti musel přestat až do roku 1990, kdy mu vyšel triptych tří detektivek s názvem Zlé lásky. V poslední době se zaměřoval především na povídkovou tvorbu a od roku 2005 až do své smrti předsedal porotě celorepublikové soutěže pro mladé autory Trutnovský drak.